# Tavia
Tavia là một chi bướm đêm thuộc họ Erebidae.